# 克索福
克索福（1954年2月8日—），越南政治家，嘉莱族。曾任越南共产党第八、九、十、十一届中央委员会委员，越南政府民族委员会部长兼主任、国会民族委员会主任等职务。